# دانشگاه آزاد اسلامی واحد کرمان
دانشگاه آزاد اسلامی واحد کرمان با درجه دانشگاهی بسیار بزرگ الف، با دارا بودن ۱۸۱ نفر عضو هیئت علمی و ۶۱ رشته تحصیلی پذیرای ۱۸۰۰۰ نفر دانشجو می‌باشد و دارای زیر بنای بالغ بر ۶۰۲۶۰ متر مربع است که در ۵۲ ساختمان شامل فضای آموزشی، اداری، رفاهی، تحقیقاتی، فرهنگی و ورزشی متمرکز می‌باشد و مجموعاً دارای ۴۸ آزمایشگاه و کارگاه ( کامپیوتر، عمران، شیمی، فیزیک، زبان، پرستاری، مامایی، آبیاری، صنایع، مهندسی برق الکترونیک، میکروبیولوژی، مکانیک و معدن) است.
این دانشگاه از دانشکده‌های فنی-مهندسی، معماری، الهیات، ادبیات، علوم و … تشکیل شده‌است.

## تاریخچه
دانشگاه آزاد اسلامی واحد کرمان در سال ۱۳۶۱ با تعداد سه رشته تحصیلی در مقاطع کاردانی حرفه‌ای روستایی، کارشناسی ریاضی و شیمی کاربردی با ۱۵۰نفر دانشجو وسه کارمند فعالیت خود را در یک ساختمان استیجاری آغاز نمود. سپس در سال ۶۵ قسمتی از ساختمان آموزشی و کلاس‌ها و از سال ۶۷ به‌طور کامل از آن محل به محل فعلی خود که وسعتی بالغ بر۶۴۰۰۰ متر مربع داشت منتقل گردید و محل قبلی آن تا سال ۷۱ که خوابگاه شماره یک واحد ساخته شد خوابگاه دانشجویی بود و از آن تاریخ به تدریج واحد کرمان بسط و گسترش پیدا کرد و همچنان نیز این روند توسعه آن ادامه دارد. از سال ۷۷ احداث بناهای ساختمانی مدارس و آموزشکده سماء در خارج از واحد کرمان آغاز گردید. وهم اکنون این واحد دانشگاهی با ۹۵ رشته، مقطع و گرایش تحصیلی ۱۴۹۴۰ دانشجو ی در حال تحصیل ۳۴۰۰۰ فارغ‌التحصیل و۲۵۰ عضو هیئت علمی تمام وقت و نیمه وقت، ۳۵۷ کارمند و همچنین این واحد دارای ۲۳ انجمن علمی، ۵۲ آزمایشگاه و۲۳ کارگاه به عنوان بزرگترین واحد دانشگاهی در سطح منطقه هفت دانشگاه آزاد در کشور مطرح است. با توجه به رئیس دانشگاه آزاد اسلامی واحد کرمان از قبولی پنج دانش‌آموخته پزشکی این دانشگاه در آزمون رزیدنتی دانشگاه علوم پزشکی ؛رئیس دانشگاه آزاد اسلامی استان کرمان محمدرضا سهراب‌نژاد از دانشجویان دانشکده پزشکی دانشگاه آزاد اسلامی واحد کرمان در رشته مغز و اعصاب علوم پزشکی کرمانشاه، سمیرا کریمی در رشته بیماری‌های داخلی علوم پزشکی زنجان و زهرا حسینی‌قوام دررشته بیماری‌های عفونی علوم پزشکی یزد پذیرفته شده‌اند که در دوره نخست بسیار چشمگیر و قابل تقدیر و پیگیری های بیشتر است. طی نشست سال ۱۴۰۱ اساتید دانشگاه و اعضای هیئت علمی و همچنین مهمان ویژه جناب اقای دکتر مصطفی جوادی پور مرادی    
مبحث‌هایی مبنی بر ایجاد منابع مقاطع مختلف روانشناسی و احداث چندین کتابخانه دیگر به میان امد که پیش بینی می‌شود در اینده نه چندان دور شاهد این رویداد باشیم. جناب دکتر مصطفی جوادی پور مرادی که ایشان تحصیلات خود را در رشته دکتری روانشناسی بالینی به پایان رسانده است در خصوص اهمیت بیشتر نسبت به این رشته حساس ابراز نموده و فعالیت های حرفه ای دانشگاه را به این سمت و سو راهنمایی کردند.

## دانشکده‌ها
- دانشکده پزشکی
- دانشکده فنی و مهندسی
- دانشکده علوم پایه
- دانشکده هنر، معماری و شهرسازی
- دانشکده ادبیات و علوم انسانی
- دانشکده پرستاری و مامایی

### دانشکده پزشکی[۵]
مجوز تأسیس دانشکده پزشکی دانشگاه آزاد اسلامی واحد کرمان در تیرماه سال ۹۲ اخذ گردید و با پیگیری مسئولان دانشگاه از ابتدای مهرماه ۹۴ دانشجو پذیرفت. دانشکده پزشکی با شش هزار و ۲۳ متر مربع زیربنا شامل پنج طبقه، ۲۴ کلاس، ۱۳ آزمایشگاه، کتابخانه تخصصی و امکانات دیگر توسط ریاست عالیه دانشگاه و به‌صورت ویدئو کنفرانس افتتاح گردید امید است با اتکال به عنایت و فضل الهی و همکاری و تلاش استادان محترم و مسولان بتوانیم زمینه رشد و ارتقاء بیشتری را فراهم نمائیم.

### دانشکده فنی و مهندسی[۶]
دانشکده فنی یکی از دانشکده های مصوب (شماره ۶۷/۲۳۰۰۲ مورخ ۱۳۸۷/۲/۲) دانشگاه کرمان می باشد. زیر بنای دانشکده ۷۰۰۰ متر مربع و سه ساختمان مجزا شامل مجموعه آزمایشگاهی و کارگاهی با زیربنای مجموعاً ۳۲۰۰ متر می باشد. دانشکده درسال ۱۳۶۳ با سه رشته (کارشناسی پیوسته و ناپیوسته مهندسی راه و ساختمان و مقاطع کارشناسی مکانیک و کارشناسی ناپیوسته الکترونیک) کار خود را آغاز نمود. در حال حاضر تعداد دانشجویان مشغول به تحصیل ۴۱۷۴ نفر (۱۱۸ نفر در مقطع دکتری در چهار رشته شامل ۸ گرایش، ۱۴۱۰ نفر در مقطع کارشناسی ارشد ناپیوسته در ۶ رشته شامل ۱۸ گرایش، ۲۶۷۲ نفر در مقطع کارشناسی در ۹ رشته شامل ۲۵ گرایش و ۴۱ نفر در مقطع کاردانی در دو رشته) می باشند. تعداد اعضاء هیئت علمی تمام وقت دانشکده ۴۹ نفر، نیمه وقت ۲ نفر و بیش از ۸۵ نفر استادان مدعو و تعداد کارکنان ۲۵ نفر، با دانشکده همکاری می کنند.

#### گروه های دانشکده فنی و مهندسی
- گروه برق

- گروه عمران
- گروه مکانیک

- گروه صنایع

- گروه معدن

- گروه علوم و مهندسی آب

- گروه مهندسی پزشکی

##### گروه برق

###### آزمایشگاهها و کارگاهها[۷]
- اندازه گیری الکتریکی و مدار
- آزمایشگاه الکترونیک
- آزمایشگاه الکترونیک آنالوگ
- آزمایشگاه مدارهای پالس و دیجیتال
- آزمایشگاه سیستم های دیجیتال ۱
- آزمایشگاه سیستم های دیجیتال ۲
- آزمایشگاه سیستمهای کنترل خطی
- آزمایشگاه مدارهای مخابراتی
- آزمایشگاه مدار الکتریکی
- آزمایشگاه مدار الکترونیکی
- آزمایشگاه مدار مجتمع خطی
- آزمایشگاه ماشینهای الکتریکی
- کارگاه عمومی
- کارگاه برق

### دانشکده هنر، معماری و شهرسازی
- گروه مهندسی معماری ( دکتری تخصصی معماری (.Ph.D)، کارشناسی ارشد مهندسی معماری، کارشناسی مهندسی معماری )
- گروه مهندسی شهرسازی
- گروه گرافیک و نقاشی

#### روسای پیشین دانشکده فنی و مهندسی[۶]
- دکتر غلامعباس بارانی (از ۱۳۶۵/۲/۷ - تا ۱۳۷۰/۶/۱۵)
- دکتر حمید بدیعی (از ۱۳۷۰/۶/۱۶ - تا ۱۳۷۴/۷/۲۳)
- مهندس سید علیرضا انوری (از ۱۳۷۴/۷/۲۴ - تا ۱۳۷۶/۳/۱۳)
- دکتر حمید بدیعی (از ۱۳۷۶/۳/۱۴ - تا ۱۳۸۵/۷/۵)
- دکتر محمدرضا حمیدیان (از ۱۳۸۵/۷/۶ - تا ۱۳۸۶/۱۰/۲۸)
- دکتر علی نشاط (از ۱۳۸۶/۱۰/۳۰- تا ۲۰/‏۰۱/‏۱۳۹۶‬
- دکتر امین نامجو (از ۲۱/‏۰۱/‏۱۳۹۶‬ تا ۱۰/‏۰۷/‏۱۳۹۶)

افراد مشهور فارغ تحصیل از این دانشگاه:
مرتضی زمان فشمی اولین فارغ تحصیل دکتری شیمی آلی این دانشگاه (Ph.D) ، استاد شیمی آلی دانشگاه جامع علمی کاربردی تهران و مدیر گروه شیمی دانشگاه شوارتسکف آلمان و مدیر دپارتمان آموزشی برند آرایشی و بهداشتی مونوکر - مدیرعامل شرکت ویلاگستر مهر